# Burg Wolkenstein (Steiermark)
Die Burg Wolkenstein ist die Ruine einer hochmittelalterlichen Höhenburg bei Wörschach im Bezirk Liezen in der Steiermark, Österreich. Sie steht östlich über dem Eingang der Wörschachklamm; die Burg war nach der Riegersburg die zweitgrößte Wehrburg der Steiermark und die größte im Ennstal.

## Geschichte
Eine erste Erwähnung findet sie im Jahr 1099 im Zusammenhang mit dem Geschlecht Ulrichs von Wolkenstein. Vermutlich befand sich im 9. Jahrhundert an dieser Stelle bereits eine Fluchtburg.
Als das Landgericht nach Wolkenstein verlegt wurde, entwickelten sich die Befestigung und der Ort Werses (heute Wörschach) zum Mittelpunkt des Tales.
Kern der Anlage ist der nur als Mauerrest erhaltene Bergfried auf dem höchsten Punkt des Hügels. In seiner Nachbarschaft wurde später eine Zisterne gegraben und diese mit einer an den Turm anschließenden Ringmauer umgeben. Zwischen 1050 und 1100 wurde Wolkenstein vergrößert und zu einer Ring- und Randhausburg umgebaut, um genügend Platz für den Sitz des Landgerichts zu bieten. Aus dieser Zeit stammt auch die Vorburg mit einer Zugbrücke. Die Burg gab dem politischen Zentrum des heutigen Bezirks Liezen den Namen, der bis 1800 „Landgericht Wolkenstein“ lautete.
1524 wurde die Burg an Hanns Hofmann zu Grünbüchel und Strechau (* um 1492; † 18. Juli 1564 auf Burg Strechau) verpfändet, der sie ausbaute und Rondelle zur Postierung von Feuerwaffen errichtete. Er wurde 1535 in den erblichen Freiherrenstand erhoben, nach seinem Tod übernahm die Burg sein älterer Sohn Hans Friedrich (* vor 1535; † 1589), Oberster Erblandhofmeister und Landesverweser in Steiermark. Nach dessen Tod ging Wolkenstein in den Besitz des Stiftes Admont über. Unter Abt Urban Weber (1599–1659) wurde die Burg vernachlässigt und begann zu verfallen. 1630 galt sie als „nicht mehr wohnlich“, das Landgericht wurde verlegt.
Wolkenstein war noch bis 1750 teilweise bewohnt. Zum Verfall trug auch die von Kaiser Joseph II. (wieder-)eingeführte Dachsteuer bei, deretwegen die Dächer vieler Burgen abgetragen wurden. Zeitgenössische Darstellungen zeigen, dass 1825 noch alle Mauern standen, 1850 war Wolkenstein bereits vollständig verfallen.

## Erschließung
Der etwa 200 Mitglieder zählende Burgverein Wolkenstein mit Sitz in Wörschach erreichte durch Instandsetzungsarbeiten und Rodungen, dass die Ruine heute wieder für Besucher begehbar ist.
Zugänglich ist die Burg auf einem ausgeschilderten Fußweg.

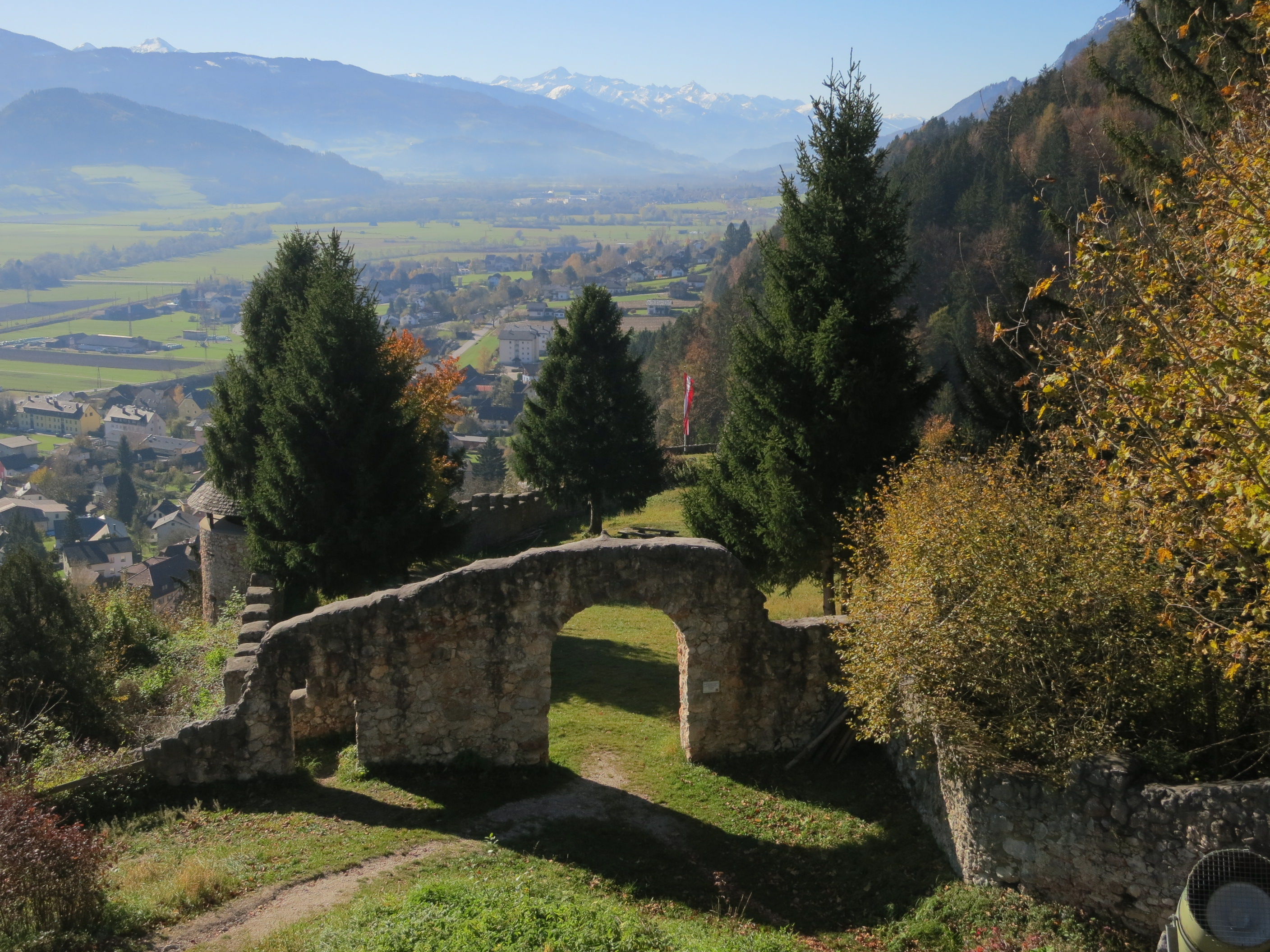
Blick von der Burgruine Wolkenstein auf Wörschach
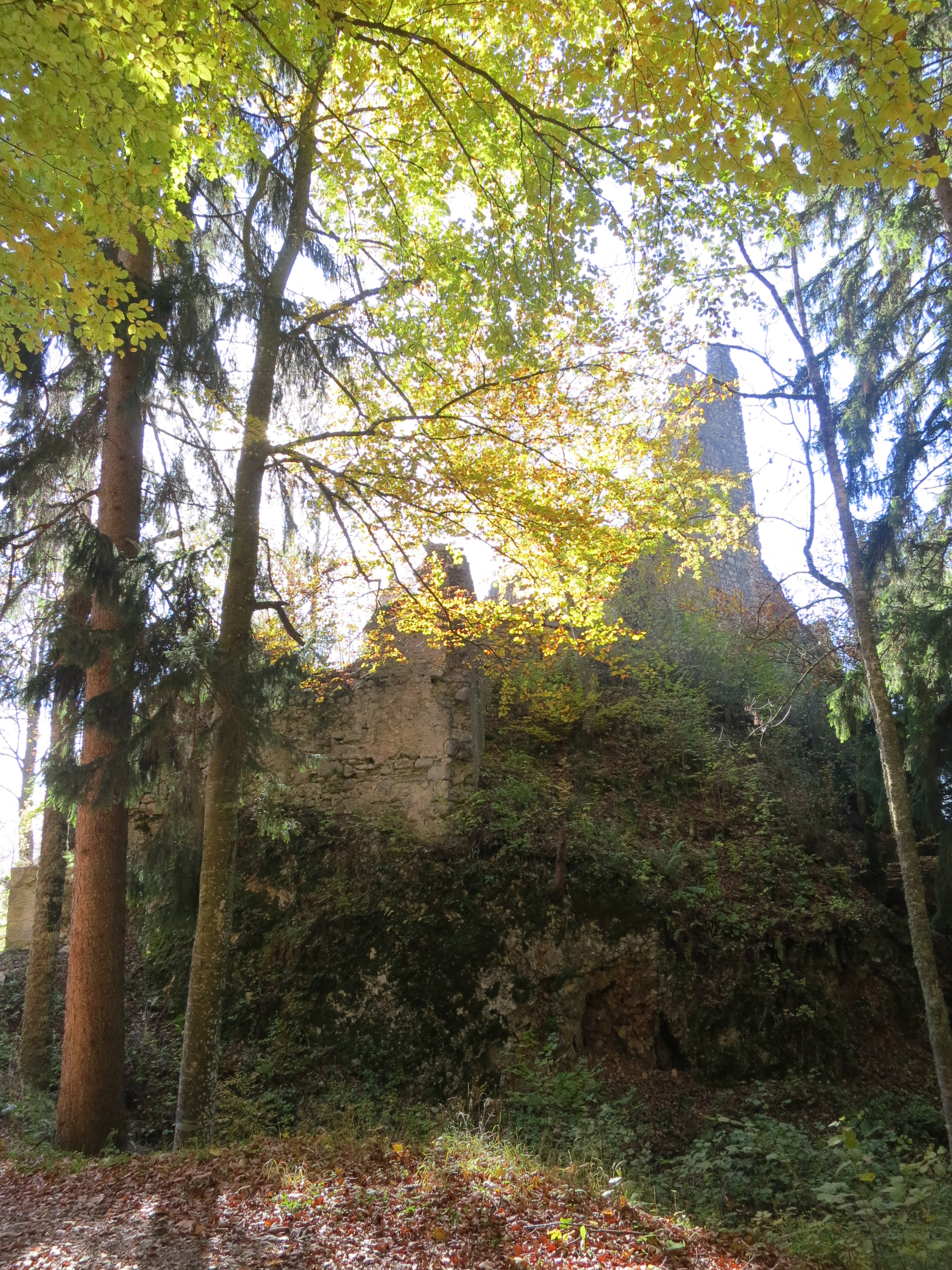
Wald bei der Burgruine Wolkenstein im Herbst
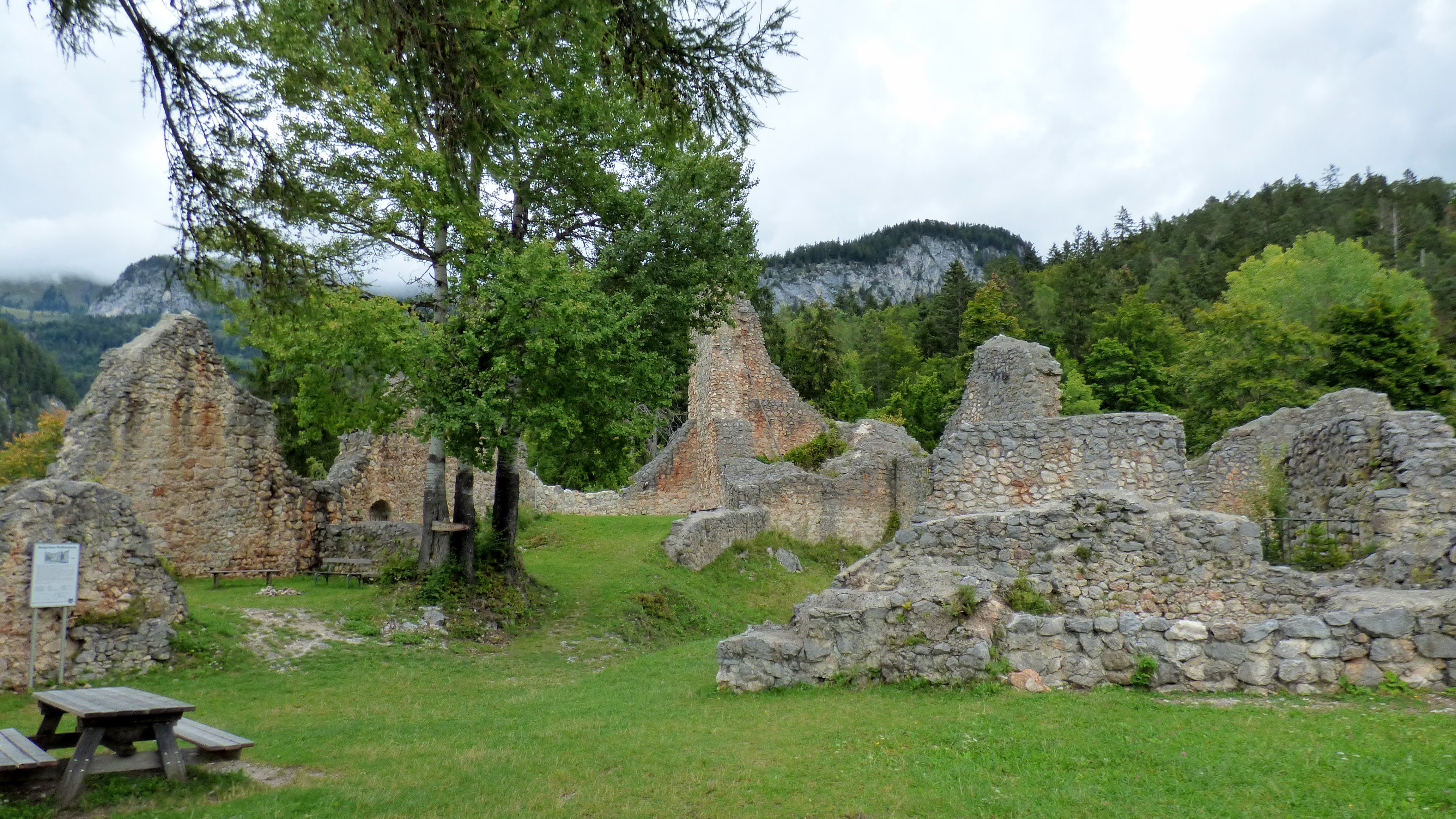
Ruine Wolkenstein